# Charraix
Charraix é uma comuna francesa na região administrativa de Auvérnia-Ródano-Alpes, no departamento de Alto Loire. Estende-se por uma área de 9,25 km². Em 2010 a comuna tinha 74 habitantes (densidade: 8 hab./km²).